# Бряза
Бря́за (рум. Breaza) — город на юге центральной части Румынии, в жудеце Прахова.
Первое письменное упоминание населённого пункта относится к 1503 году.
Расположен в южных предгорьях горного массива Бучеджи, на правом берегу реки Прахова, в 45 км к северо-западу от Плоешти, в 67 км к югу от Брашова и в 103 км к северо-западу от Бухареста. Высота города над уровнем моря составляет 497 м.
Население города по данным переписи 2011 года составляет 15 928 человек. По данным перепсии 2002 года оно насчитывало 18 199 человек. 96,84 % населения составляют румыны.
Через Брязу проходит важная автомобильная дорога DN1, которая соединяет Бухарест с северо-западом страны и венгерской границей. Имеется железнодорожное сообщение.

## Города-побратимы
- Пёнки, Польша